# Mike Quigley
Michael Bruce Quigley (nacido el 17 de octubre de 1958) es un político estadounidense. Se desempeña como representante de los Estados Unidos para Illinois's 5th congressional district desde las elecciones especiales del 7 de abril de 2009. El distrito incluye la mayor parte del lado norte de Chicago y varios de sus suburbios occidentales. Es miembro del Partido Demócrata . Quigley es un exmiembro de la Junta de Comisionados del Condado de Cook, donde representó a los vecindarios del norte de Chicago de Lakeview, Uptown y Rogers Park . Anteriormente enseñó política ambiental y política de Chicago como profesor adjunto en la Universidad Loyola de Chicago.
del Chicago Sun-Times El escritor político Fran Spielman lo describió como "un político centrista con una inclinación progresista".

## Primeros años y educación
Quigley se crio en Carol Stream, Illinois, donde se graduó de Glenbard North High School en 1977. Obtuvo su licenciatura después de asistir a la Universidad Roosevelt. Quigley se mudó al área de Lakeview de Chicago en 1982 y se involucró en actividades comunitarias. Asistió a la Facultad de Derecho de la Universidad Loyola de Chicago, donde obtuvo un título de Juris Doctor, y a la Universidad de Chicago, donde obtuvo una maestría en políticas públicas.
Quigley comenzó su carrera política sirviendo como asistente principal del concejal de Chicago, Bernie Hansen.

## Posiciones políticas
Quigley votó con la posición declarada del presidente Joe Biden el 100% de las veces en el 117º Congreso, según un análisis de FiveThirtyEight.

### Control de armas
Quigley patrocinó una enmienda a la Ley Patriota que prohíbe la venta de armas a personas en la Lista de Vigilancia de Terroristas del FBI en 2011.

### Salud pública
Quigley apoya firmemente la legislación sanitaria, como lo indica su calificación de 100 (en una escala de 1 a 100) de la Asociación Estadounidense de Salud Pública.
Quigley anunció su apoyo a la Ley Medicare para Todos de 2021 presentada por Pramila Jayapal y Debbie Dingell en marzo de 2021.

### Veteranos
Quigley ha trabajado para mejorar las oportunidades de atención médica y educación para los veteranos.Quigley presentó un proyecto de ley a la Cámara para evitar que los veteranos se endeuden para pagar la matrícula antes de recibir los beneficios de GI en 2013. Esperaba brindar mayores oportunidades educativas a los veteranos con este proyecto de ley.

### Abortos
Quigley apoya los derechos reproductivos y votó en contra de prohibir la cobertura de salud federal para abortos.También apoya la financiación federal para la planificación familiar y la educación sexual, así como la implementación de más medidas preventivas para evitar embarazos no deseados.

### Derechos LGBTQ
Quigley apoya los derechos LGBTQ y demostró su apoyo en 2012 al participar en el Día Nacional de la Salida del Armario como un acto de solidaridad.
En septiembre de 2014, Quigley fue uno de los 69 miembros del Congreso que firmaron una carta dirigida a la entonces comisionada de la FDA, Sylvia Burwell, solicitando que la FDA revisara su política que prohibía la donación de córneas y otros tejidos por parte de hombres que habían tenido relaciones sexuales con otros hombres en los cinco años anteriores.